# Philippidès le Comique
Pour les articles homonymes, voir Philippidès (homonymie).
Philippidès, en grec ancien Φιλιππίδης/Philippídēs, est un poète comique et bienfaiteur athénien et évergète du tournant du IVe siècle av. J.-C. et du IIIe siècle av. J.-C.

## Biographie
Philippidès est originaire du dème de Képhalè et membre de la tribu acamantide. Ses dates de naissance et de mort sont inconnues.
La Souda, qui le désigne comme l'un des représentants de la Comédie nouvelle, rapporte qu'il aurait composé 45 comédies. Il fut vainqueur aux Dionysies de 313/312 av. J.-C.. Aristote rapporte à son sujet qu'il « n'était pas sans mérite » et qu'il mourut suffoquant de bonheur après un concours, lors d'une victoire qu'il n'avait jamais cru pouvoir remporter. Il critiqua la luxure et les corruptions de son époque.
Philippidès aurait accusé Stratoklès, placé à la tête d'un gouvernement installé par Démétrios à Athènes, d'abolir le régime démocratique de la cité. Forcé à l'exil face à la politique de Stratoklès, Philippidès rejoint la cour du roi Lysimaque de 301 av. J.-C à 287/286 av. J.-C. au plus tôt.

### Évergétismeet décret honorifique

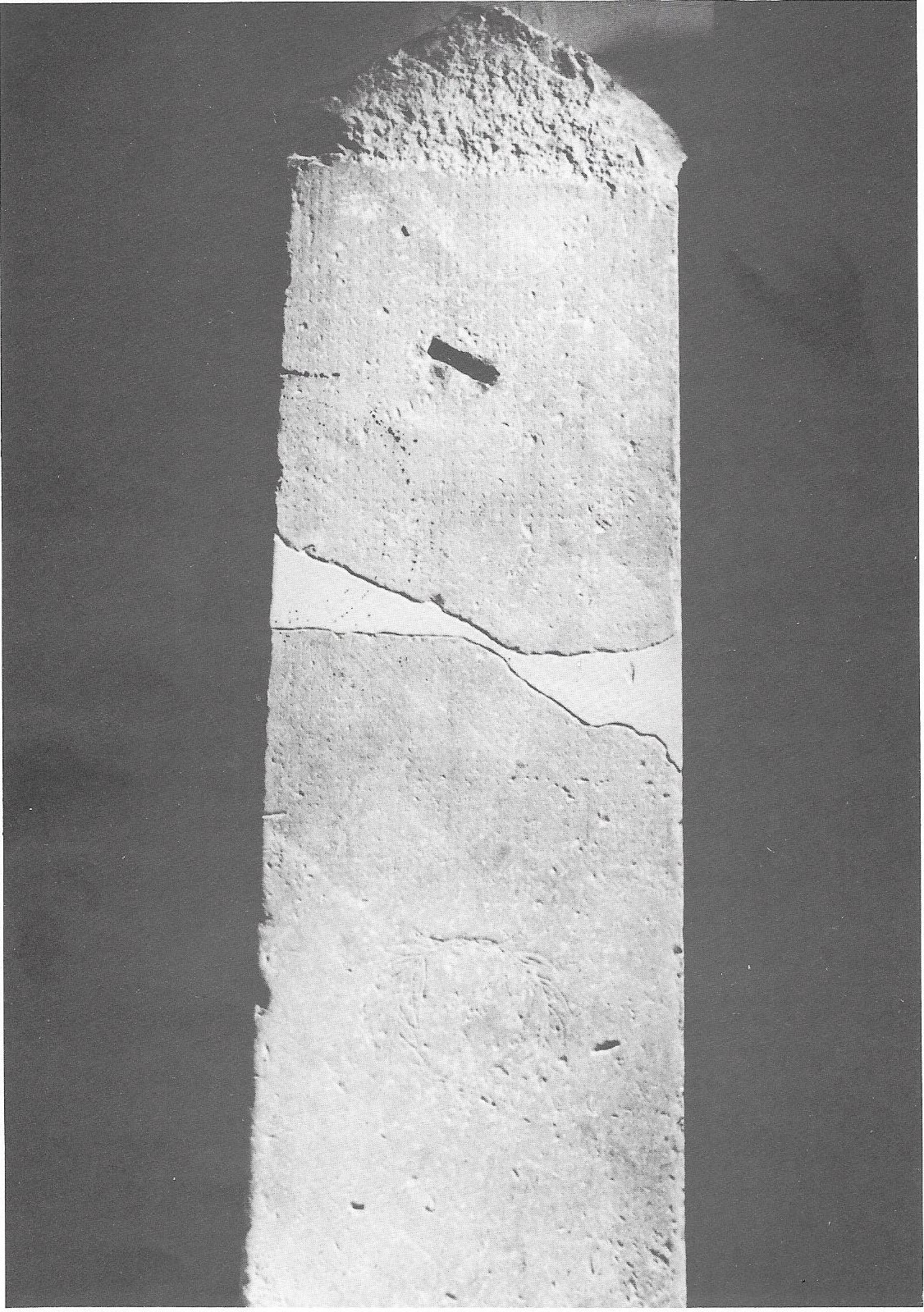
Décret athénien en l'honneur de Philippidès, 283/282 av. J.-C., Musée épigraphique d'Athènes

Un décret honorifique athénien gravé sur une stèle en marbre érigée sous l'archontat d'Euthios en 283/282 av. J.-C. témoigne de l'évergétisme de Phillipidès. Il joue d'abord un rôle d'intermédiaire entre Athènes et son ami le roi Lysimaque et fait bénéficier sa cité de cette relation. Ainsi, en 299/298 av. J.-C., le roi de Thrace offre aux athéniens deux mille médimnes de blé et des fournitures destinées à la procession des Panathénées. 
Philippidès use également de sa fortune personnelle et fait preuve de générosité envers ses concitoyens. Il fait par exemple ensevelir à ses frais les citoyens athéniens mort pendant la bataille d'Ipsos. Il est invité à prendre part à la vie civique de sa cité et a été à ce titre un généreux agonothète pour l'année 284/283 av. J.-C., n'hésitant pas à contribuer sur ses fonds propres aux frais des fêtes athéniennes.
En l'honneur des nombreux services rendus à Athènes, Philippidès reçoit de la cité les grandes récompenses décernées aux bienfaiteurs : une statue en bronze sur l'agora, la nourriture au prytanée et la proédrie.

### Sources
- Aulu-Gelle, Nuits attiques, Livre 3 Chapitre XV
- Plutarque, Œuvres morales
- Plutarque, Vies parallèles des hommes illustres, Vie de Démétrios